# Onthophagus orbus
Onthophagus orbus là một loài bọ cánh cứng trong họ Bọ hung (Scarabaeidae).